# Wilfried Hiller
Wilfried Hiller   (Weißenhorn, 15 de març de 1941) és un compositor alemany. Va ser més conegut pels seus treballs escènics per a famílies, nens i joves.

 Hiller era fill del mestre August Hiller i la seva dona Josepha Hauser. Nascut a la ciutat suàbia de Weißenhorn a prop d'Ulm. El 1944, el seu pare va morir a Rússia i Wilfried va quedar mig orfe als tres anys. El propi Wilfried Hiller va descriure experiències de primera infància en relació amb la seva composició Alkor:
| « | <<Quan el meu pare es trobava a Rússia durant la segona guerra mundial, mirava cada vespre a les deu de la nit cap Alcor, el petit estel que es troba al mànec de l'Ossa Major. Al mateix temps, la meva mare cercava l'estrella al nostre poble de Suàbia i, tot i que resta a molts anys llum de nosaltres, tots dos trobaven una casa comuna durant uns minuts amb aquesta mirada cap al passat. El meu pare escrivia una carta a casa cada dia. La meva mare volia enviar un senyal: "Volem la pau i el fill s'hauria de dir Wilfried!" ("vol pau", en alemany). Alcor de l'Ossa Major és una història molt personal per a mi. El meu pare no va tornar de Rússia. | » |

Després de cursar la secundària humanística prop de St. Stephan a Augsburg, va començar a estudiar piano amb Wilhelm Heckmann al Conservatori Leopold Mozart a Augsburg el 1956. Del 1958 al 1961 Wilfried Hiller va escriure la seva primera obra de música (Die Räuber von Hiller), així com composicions de piano i música de cambra i va treballar com a organista i acompanyant de ballet.
Des de 1962 va participar en els cursos d'estiu de Darmstadt per a música nova i va ser intern amb Pierre Boulez, Bruno Maderna i Karlheinz Stockhausen. Durant aquest temps també va conèixer el seu posterior editor Peter Hanser-Strecker i el compositor Karl Amadeus Hartmann. Per suggeriment de Hartmann, Hiller va començar a estudiar música a la Universitat de Música de Múnic el 1963. Aquí va estudiar composició amb Günter Bialas, direcció d'òpera amb Heinz Arnold, bateria i timpà amb Ludwig Porth i Hanns Hölzl, i teoria de la música amb Hermann Pfrogner.
Com va anunciar Hiller el 2013, va ser víctima múltiple d'abusos sexuals al seminari de Sant Josep del gimnàs Stephan.
Des de 1967, Wilfried Hiller va treballar com a bateria en diverses orquestres, com ara l'Orquestra Simfònica de la Ràdio de Baviera, l'Òpera de l'Estat de Baviera i el Teatre de l'Estat a Gärtnerplatz. El 1968 va fundar el cicle de concerts "música del nostre temps".
El 1968 va conèixer Carl Orff, que el va influenciar fortament en els anys següents. Hiller va treballar estretament amb ell fins a la mort d'Orff el 1982 com a alumne i ha presidit la Fundació Carl Orff des del 2008. Les obres de Hiller per al teatre musical s'han format de manera decisiva des de 1971 gràcies a la col·laboració amb la seva dona, l'actriu Elisabet Woska.
L'encontre amb l'escriptor Michael a finals de 1978 va suposar l'inici d'una fructífera col·laboració artística i una estreta amistat que va continuar fins a la seva mort el 1995 i va provocar tota una sèrie d'obres escèniques d'èxit com Tranquilla Trampeltreu, Der Goggolori o Das Traumfresserchen.

Wilfried Hiller té una relació especial amb composicions per a nens i joves. En una entrevista amb motiu del seu 60è aniversari, va respondre a la pregunta de com ell, com a compositor, s'adreça a nens i adults:
| « | <<"Simplement escrivint per al nen heu quedat vosaltres mateixos... La clau de l'èxit és que arribeu al punt musicalment, i com reaccionen els nens, tant si estan entusiastes com si estan avorrits. Els nens poden ser jutges sense pietat." | » |

 Hiller considera que els joves oients i espectadors són segurs i intel·ligents i no volen avorrir-se amb un tema reduït o un llenguatge tonal: ni els llibrets multicapa i densos, però fàcilment comprensibles de Michael Endes, ni la seva música són "senzilles" en aquest sentit.
La comprensió del cent per cent del text i una declaració clara són importants, segons Hiller, a l'hora de compondre pels nens. La tortuga Tranquilla Trampeltreu a la faula musical del mateix nom, per exemple, malgrat la seva impuntualidad, apareix a les noces reials dels lleons, tota una generació massa tard: premiat per la seva tossuderia, persistència i autodisciplina.

Hiller també creu que les obres de teatre musical per a nens haurien d'incloure passatges que es poguessin cantar:
| « | <<"Les qualitats d'Earwig poden ser tranquil·les, tot i que realment és tabú, i després se'l mira de manera torbada. Però hi ha alguna cosa a la frase següent de Darius Milhaud: "Si no es pot escriure una melodia per cantar, no es pot anomenar un compositor." | » |

Segons l'experiència de Hiller i Ende, la interpretació d'una òpera infantil no hauria de superar els 80 als 85 minuts.
Després de la mort d'Endes, Wilfried Hiller va treballar inicialment amb Herbert Asmodi (La història del petit llac blau de muntanya i la vella àguila), i des del 1997 amb Rudolf Herfurtner. També va utilitzar models literaris de Theodor Storm (El cavall blanc), Christian Morgenstern (Heidenröslein) i Wilhelm Busch (The Violin Sappel). A més dels nombrosos treballs escènics, també hi ha diverses obres de música de cambra, concerts en solitari, cor i obres orquestrals.
Hiller afirma ser el compositor d'escena alemany més interpretat en directe. Les seves obres destinades a nens i adolescents, en especial, omplen un buit en el repertori, ja que són escasses les òperes musicals complexes que encara són populars per a nens, però és urgent el nombre creixent de projectes d'òpera per a nens en el context d'un augment del treball juvenil als teatres. Les seves obres són doncs representades en nombroses produccions en països de parla alemanya. Durant diverses temporades es va representar una posada en escena del Menjador de somni a la tenda d'òpera per a nens al terrat de l'òpera estatal de Viena, davant d'una tenda sempre esgotada.
L'òpera d'església de Hiller Augustinus – Ein klingendes Mosaik sobre Sant Agustí es va estrenar el 19 de març del 2005 a Múnic.
A partir del 2009, Wilfried Hiller va assumir inicialment la "International Week Week Nuremberg" (ION) com a nou director artístic fins al 2012. També és el director artístic del "Diabelli Contest", un concurs internacional de compositors.
A més del seu treball com a compositor autònom, Hiller va treballar des de novembre de 1971 fins a març de 2006 com a editor de música i enginyer de so a "Bayerischer Rundfunk" (Ràdio Bavaresa). En primer lloc, la música d'entreteniment de gran qualitat i des de 1974 la música simfònica va formar part dels seus programes, després va ser l'editor de programes especials. Wilfried Hiller també va compondre música per a la "Klimperton des Schulfunks" del lloc de construcció de les 30 sèries i va ser l'organitzador dels concerts de Musica Viva Studio sota Wolfgang Fortner. A més, va fundar el cicle musical de la nostra època, que després va donar lloc a les Nits de música de Múnic, i el Festival Orff a Andechs.
Com a editor a Bayerischer Rundfunk, va ser responsable de les següents sèries, entre d'altres:
- Münchner Musikgeschichte in Straßennamen
- Dirigenten bei der Probe
- Musik meiner Wahl
- Komponisten machen Programm
- außereuropäische Musik
- sik unserer zeit
- chtakzente
- ncerto bavarese
- Festival traditioneller Musik

Wilfried Hiller és membre de la junta de la Societat Jean Sibelius i la "Kulturkreis Gasteig". El 1989 es va convertir en membre de l'Acadèmia de Belles Arts de Baviera i el 1993 va ser nomenat professor de composició al Conservatori Richard Strauss de Múnic on entre d'altres alumnes va tenir a Jörg Widmann. És president del Consell de la Música de Baviera des de novembre de 2005. Wilfried Hiller és membre del patronat de la Casa Internacional d'Artistes Villa Concordia. Molts dels seus estudiants van rebre ajuts allà (Nélida Béjar, Dieter Dolezel, Christoph Garbe, Eva Sindichakis, Markus Zahnhausen).